# Legião dos Esquecidos
Legião dos Esquecidos é uma telenovela brasileira produzida pela extinta TV Excelsior e exibida de 6 de maio de 1968 a 28 de março de 1969 no horário das 19 horas, totalizando 230 capítulos. Foi escrita por Raymundo López e dirigida por Waldemar de Moraes.

## Sinopse
Felipe vai viver em Esperança, uma vila de garimpeiros. Ele quer sufocar o seu passado e a influência do avô Raul. Lá ele enriquece, passando a viver luxuosamente e se apaixonando por Regina Célia, uma doce mulher.

## Elenco
| Ator/Atriz       | Personagem    |
| ---------------- | ------------- |
| Francisco Cuoco  | Felipe        |
| Regina Duarte    | Regina Célia  |
| Rodolfo Mayer    | Pierre        |
| Márcia Real      | Teresa        |
| Newton Prado     | Julião        |
| Sílvio Rocha     | Vicente       |
| Armando Bógus    | Roberto       |
| Irina Grecco     | Isabel        |
| Serafim Gonzalez | Sargento      |
| Vera Nunes       | Maria Luísa   |
| Carlos Zara      | Raul          |
| Chica Xavier     | Donana Paixão |
| Sadi Cabral      | Simão         |
| Lurdinha Félix   | Lua Branca    |
| Eduardo Abbas    | João          |
| Sonia Oiticica   | Maria         |
| Neusa Maria      | Sílvia        |
| Marcos Wainberg  |               |

1. ↑  «Legião dos Esquecidos». Teledramaturgia. Consultado em 23 de junho de 2021